# Nikola Maksimović
Nikola Maksimović (Servisch: Никола Максимовић) (Bajina Bašta, 25 november 1991) is een Servisch voetballer die doorgaans speelt als centrale verdediger. In juli 2025 verliet hij Montpellier. Maksimović maakte in 2012 zijn debuut in het Servisch voetbalelftal.

## Clubcarrière
Maksimović begon zijn carrière in dienst van Sloboda Užice. De verdediger speelde daar drie seizoenen, voordat hij voor circa drie ton naar Rode Ster Belgrado vertrok in december 2011. In augustus 2012 werd hij na een reeks goede wedstrijden gescout door onder meer Juventus. Op 23 juli 2013 werd Maksimović door het Italiaanse Torino voor de duur van één jaar op huurbasis overgenomen. Tevens werd er een optie tot koop in het contract opgenomen. Op 7 oktober 2013 mocht hij zijn debuut maken door als invaller voor Danilo D'Ambrosio in te vallen tegen Sampdoria.
In de zomer van 2016 verkaste Maksimović naar Napoli, dat hem voor één seizoen huurde en daarna verplicht over moest nemen. Hij tekende hierop een verbintenis tot medio 2021. In januari 2018 werd de Serviër voor een halfjaar verhuurd aan Spartak Moskou. Medio 2021 tekende hij voor één jaar bij Genoa. Na het aflopen van dit contract zat Maksimović bijna een jaar zonder club, voor Hatayspor hem aantrok. Na een jaar vertrok hij, om opnieuw een tijd zonder club te zitten. Montpellier nam hem in oktober 2024 onder contract.

## Clubstatistieken
| Seizoen | Club               | Competitie   | Competitie | Competitie | Beker | Beker | Internationaal | Internationaal | Totaal | Totaal |
| Seizoen | Club               | Competitie   | Wed.       | Dlp.       | Wed.  | Dlp.  | Wed.           | Dlp.           | Wed.   | Dlp.   |
| ------- | ------------------ | ------------ | ---------- | ---------- | ----- | ----- | -------------- | -------------- | ------ | ------ |
| 2008/09 | Sevojno            | Prva Liga    | 7          | 0          | 0     | 0     | —              | —              | 7      | 0      |
| 2009/10 | Sevojno            | Prva Liga    | 24         | 2          | 0     | 0     | 3              | 0              | 27     | 2      |
| 2010/11 | Sloboda Užice      | Superliga    | 20         | 1          | 2     | 0     | —              | —              | 22     | 1      |
| 2011/12 | Sloboda Užice      | Superliga    | 12         | 0          | 1     | 0     | —              | —              | 13     | 0      |
| 2011/12 | Rode Ster Belgrado | Superliga    | 12         | 0          | 3     | 0     | —              | —              | 15     | 0      |
| 2012/13 | Rode Ster Belgrado | Superliga    | 13         | 1          | 1     | 0     | 6              | 0              | 20     | 1      |
| 2013/14 | → Torino           | Serie A      | 23         | 0          | 0     | 0     | —              | —              | 23     | 0      |
| 2014/15 | Torino             | Serie A      | 27         | 0          | 1     | 0     | 9              | 0              | 37     | 0      |
| 2015/16 | Torino             | Serie A      | 16         | 0          | 0     | 0     | —              | —              | 16     | 0      |
| 2016/17 | → Napoli           | Serie A      | 8          | 1          | 2     | 0     | 2              | 0              | 12     | 1      |
| 2017/18 | Napoli             | Serie A      | 2          | 0          | 1     | 0     | 1              | 0              | 4      | 0      |
| 2017/18 | → Spartak Moskou   | Premjer-Liga | 9          | 0          | 2     | 0     | 0              | 0              | 11     | 0      |
| 2018/19 | Napoli             | Serie A      | 17         | 0          | 2     | 0     | 9              | 0              | 28     | 0      |
| 2019/20 | Napoli             | Serie A      | 22         | 1          | 3     | 0     | 3              | 0              | 28     | 1      |
| 2020/21 | Napoli             | Serie A      | 17         | 0          | 2     | 0     | 8              | 0              | 27     | 0      |
| 2021/22 | Genoa              | Serie A      | 14         | 0          | 0     | 0     | —              | —              | 14     | 0      |
| 2023/24 | Hatayspor          | Süper Lig    | 18         | 0          | 2     | 0     | —              | —              | 20     | 0      |
| 2024/25 | Montpellier        | Ligue 1      | 7          | 0          | 0     | 0     | —              | —              | 7      | 0      |
| Totaal  | Totaal             | Totaal       | 237        | 4          | 22    | 0     | 41             | 0              | 300    | 4      |

Bijgewerkt op 1 juli 2025.

## Interlandcarrière
Maksimović maakte zijn debuut in het Servisch voetbalelftal op 31 mei 2012, tijdens een vriendschappelijke wedstrijd tegen Frankrijk. Dat land won met 2–0 door doelpunten van Franck Ribéry en Florent Malouda. Maksimović mocht van bondscoach Siniša Mihajlović in de basis beginnen en hij speelde de volledige wedstrijd mee. De andere debutanten dit duel waren Filip Mladenović en Srđan Mijailović (beiden eveneens Rode Ster Belgrado).
| Interlands van Nikola Maksimović voor Servië | Interlands van Nikola Maksimović voor Servië | Interlands van Nikola Maksimović voor Servië | Interlands van Nikola Maksimović voor Servië | Interlands van Nikola Maksimović voor Servië | Interlands van Nikola Maksimović voor Servië | Interlands van Nikola Maksimović voor Servië |
| №                                            | Datum                                        | Wedstrijd                                    | Uitslag                                      | Competitie                                   | Goals                                        |                                              |
| Als speler bij Rode Ster Belgrado            | Als speler bij Rode Ster Belgrado            | Als speler bij Rode Ster Belgrado            | Als speler bij Rode Ster Belgrado            | Als speler bij Rode Ster Belgrado            | Als speler bij Rode Ster Belgrado            | Als speler bij Rode Ster Belgrado            |
| -------------------------------------------- | -------------------------------------------- | -------------------------------------------- | -------------------------------------------- | -------------------------------------------- | -------------------------------------------- | -------------------------------------------- |
| 1                                            | 31 mei 2012                                  | Frankrijk – Servië                           | 2 – 0                                        | Vriendschappelijk                            |                                              |                                              |
| 2                                            | 5 juni 2012                                  | Zweden – Servië                              | 2 – 1                                        | Vriendschappelijk                            |                                              |                                              |
| 3                                            | 15 augustus 2012                             | Servië – Ierland                             | 0 – 0                                        | Vriendschappelijk                            |                                              |                                              |
| 4                                            | 14 november 2012                             | Chili – Servië                               | 1 – 3                                        | Vriendschappelijk                            |                                              |                                              |
| Als speler bij Torino                        |                                              |                                              |                                              |                                              |                                              |                                              |
| 5                                            | 18 november 2014                             | Griekenland – Servië                         | 0 – 2                                        | Vriendschappelijk                            |                                              |                                              |
| 6                                            | 7 juni 2015                                  | Servië – Azerbeidzjan                        | 4 – 1                                        | Vriendschappelijk                            |                                              |                                              |
| 7                                            | 13 juni 2015                                 | Denemarken – Servië                          | 2 – 0                                        | EK 2016 kwalificatie                         |                                              |                                              |
| 8                                            | 23 maart 2016                                | Polen – Servië                               | 1 – 0                                        | Vriendschappelijk                            |                                              |                                              |
| 9                                            | 29 maart 2016                                | Estland – Servië                             | 0 – 1                                        | Vriendschappelijk                            |                                              |                                              |
| 10                                           | 25 mei 2016                                  | Servië – Cyprus                              | 2 – 1                                        | Vriendschappelijk                            |                                              |                                              |
| 11                                           | 31 mei 2016                                  | Servië – Israël                              | 3 – 1                                        | Vriendschappelijk                            |                                              |                                              |
| 12                                           | 5 juni 2016                                  | Rusland – Servië                             | 1 – 1                                        | Vriendschappelijk                            |                                              |                                              |
| Als speler bij Napoli                        |                                              |                                              |                                              |                                              |                                              |                                              |
| 13                                           | 9 oktober 2016                               | Servië – Oostenrijk                          | 3 – 2                                        | WK 2018 kwalificatie                         |                                              |                                              |
| 14                                           | 12 november 2016                             | Wales – Servië                               | 1 – 1                                        | WK 2018 kwalificatie                         |                                              |                                              |
| 15                                           | 15 november 2016                             | Oekraïne – Servië                            | 2 – 0                                        | Vriendschappelijk                            |                                              |                                              |
| 16                                           | 24 maart 2017                                | Georgië – Servië                             | 1 – 3                                        | WK 2018 kwalificatie                         |                                              |                                              |
| 17                                           | 2 september 2017                             | Servië – Moldavië                            | 3 – 0                                        | WK 2018 kwalificatie                         |                                              |                                              |
| 18                                           | 5 september 2017                             | Ierland – Servië                             | 0 – 1                                        | WK 2018 kwalificatie                         |                                              |                                              |
| 19                                           | 9 oktober 2017                               | Servië – Georgië                             | 1 – 0                                        | WK 2018 kwalificatie                         |                                              |                                              |
| Als speler bij Spartak Moskou                |                                              |                                              |                                              |                                              |                                              |                                              |
| 20                                           | 23 maart 2018                                | Marokko – Servië                             | 2 – 1                                        | Vriendschappelijk                            |                                              |                                              |
| Als speler bij Napoli                        |                                              |                                              |                                              |                                              |                                              |                                              |
| 21                                           | 7 september 2019                             | Servië – Portugal                            | 2 – 4                                        | EK 2020 kwalificatie                         |                                              |                                              |
| 22                                           | 10 september 2019                            | Luxemburg – Servië                           | 1 – 3                                        | EK 2020 kwalificatie                         |                                              |                                              |
| 23                                           | 14 november 2019                             | Servië – Luxemburg                           | 3 – 2                                        | EK 2020 kwalificatie                         |                                              |                                              |
| 24                                           | 17 november 2019                             | Servië – Oekraïne                            | 2 – 2                                        | EK 2020 kwalificatie                         |                                              |                                              |
| 25                                           | 3 september 2020                             | Rusland – Servië                             | 3 – 1                                        | Nations League 2020/21                       |                                              |                                              |

Bijgewerkt op 1 juli 2025.

## Erelijst
| Competitie         |                    |                    |                    |                    |
| Competitie         | Aantal             | Jaren              |                    |                    |
| Rode Ster Belgrado | Rode Ster Belgrado | Rode Ster Belgrado | Rode Ster Belgrado | Rode Ster Belgrado |
| ------------------ | ------------------ | ------------------ | ------------------ | ------------------ |
| Lav Kup            | 1                  | 2011/12            |                    |                    |
| Napoli             |                    |                    |                    |                    |
| Coppa Italia       | 1                  | 2019/20            |                    |                    |